# ロッパ歌の都へ行く
『ロッパ歌の都へ行く』（ろっぱうたのみやこへいく）は、1939年（昭和14年）製作・公開、小国英雄監督による日本の長篇劇映画、音楽映画である。

## 略歴・概要
現代劇のスタジオ・東宝映画東京撮影所（現在の東宝スタジオ）が製作した日本の初期のミュージカル映画である。東宝映画（現在の東宝）が配給し、1939年10月10日、東京・有楽町の日本劇場を皮切りに全国公開された。
本作は、脚本家・小国英雄の監督デビュー作品である。小国は同年に監督第2作『金語楼の親爺三重奏』を発表したのちは、監督業を廃業、脚本に専念した。
本作の上映用プリントは、現在、東京国立近代美術館フィルムセンターには所蔵されてはいない。東宝にプリントは現存し、鑑賞することが可能な作品である。著作権の保護期間が満了し、パブリックドメインに帰した作品である。

## スタッフ
- 製作 : 滝村和男
- 演出・脚本 : 小国英雄
- 撮影 : 鈴木博
- 照明 : 藤林甲
- 美術 : 山崎醇之輔
- 録音 : 鈴木勇
- 音楽 : 服部良一

## キャスト
- 古川緑波
- 渡辺篤
- 石田守衛
- 高杉妙子
- 清川虹子
- 徳山璉（ビクター）
- 淡谷のり子（コロムビア）
- 渡辺はま子（コロムビア）
- ディック・ミネ（テイチク）
- 服部富子（テイチク）
- 上原敏（ポリドール）
- 松島詩子（キング）

## 註
1. ↑  小国英雄、日本映画データベース、2010年2月1日閲覧。
2. ↑  所蔵映画フィルム検索システム、東京国立近代美術館フィルムセンター、2010年2月1日閲覧。